# Dmitrij Michailovitj Golitsyn (1665–1737)
Dmitrij Michailovitj Golitsyn, född 1665, död 1737, var en rysk furste, kusin till Boris och Vasilij Golitsyn samt bror till Michail Golitsyn.
Golitysn förde befäl i Polen 1704-11, var guvernör i Belgorod 1711-18 och sändebud i Konstantinopel och Wien. Han blev senare president i kammarkollegiet 1718-23, ledamot av högsta rådet 1728-30, medverkade 1730 till Anna Ivanovnas tronbestigning men avtvingade henne ett löfte om konstitution efter svenskt mönster. Detta ledde till att han föll i onåd och han avled som statsfånge i Nöteborg.